# Vickers tankette
I Vickers tankette furono una serie di blindati leggeri portata avanti dal Regno Unito durante gli anni trenta, pensati per svolgere compiti di pattugliamento e ordine pubblico nei territori dell'impero coloniale. Inadatti al combattimento a causa di armi e corazze insufficienti, rappresentarono un percorso evolutivo che culminò nell'unico carro armato leggero britannico apprezzabile, il Vickers Mk VI.

## Storia

### Sviluppo
A partire dal 1925 la Carden-Loyd Tractors Ltd. aveva cominciato a produrre prototipi di piccoli carri armati (tankette) adatti per un equipaggio di uno o al massimo due elementi, dotati di armamento leggero e suscettibili di impieghi logistici con la versione Mark VI, l'ultima della serie ma la più numerosa, venduta anche a numerosi paesi esteri. L'interesse del War Office si fece dunque molto più attento, tanto che richiese un aggiornamento del carro tra il 1929 e il 1930: a questa data la Carden-Loyd era stata comprata dalla Vickers-Armstrongs, che accettò l'incarico sperando, in caso di rifiuto, di poter immettere sul mercato un altro articolo lucroso. A differenza del suo famoso predecessore il Carden-Loyd Mark VII era equipaggiato con una bassa torretta conica completamente girevole, fattore costituente un'importante evoluzione tattica; il risultato piacque e il mezzo ebbe la designazione ufficiale A4E1.

### Light tank Mark I
Progredendo con il perfezionamento del prototipo la Vickers presentò un nuovo modello sensibilmente diverso basato su un telaio cui erano assicurati i vari componenti, che venne indicato come Carden-Loyd Mark VIII: ben presto l'interesse manifestato dall'esercito fece sì che il veicolo fosse integrato nei suoi ranghi nel 1930 con la sigla Light tank Mk I mantenendo la numerazione A4.
La corazzatura misurava lo spessore massimo di 14 mm sul muso e sui fianchi, fondo e cielo soltanto 4 mm, poiché non era stato previsto un impiego in prima linea del mezzo. L'equipaggio contava due uomini: il pilota posizionato nello scafo poteva imprimere una direzione bloccando un cingolo e dando potenza a quello libero, mentre per brusche sterzate impiegava anche i freni. Il comandante sedeva in una torretta squadrata dai fianchi verticali, addetto all'uso di una mitragliatrice Vickers da 7,7 mm raffreddata ad acqua con una scorta di 2.500 cartucce; era dotata di un manicotto protettivo che però causava un eccessivo surriscaldamento della canna. Il motore raffreddato ad acqua era un Meadows EPT a 6 cilindri erogante 58 hp a 2.400 giri al minuto, la cui trasmissione era associata a un cambio con 4 marce avanti e una retromarcia: la velocità massima raggiungibile era di 52 km/h e l'autonomia arrivava a coprire circa 251 chilometri su strada. L'innovazione più evidente oltre la torretta risiedeva nell'eliminazione della trave esterna che teneva le ruote portanti: ora le quattro ruote a raggiera erano accoppiate con due carrelli fissati allo scafo, ciascuno dotato di una sospensione a balestra; completavano il treno di rotolamento tre rulli superiori, una ruota di rinvio per il tensionamento dei cingoli e una ruota motrice anteriore. Il Mark I era lungo 4,02 metri, largo 1,86 e alto 1,70 metri, con un peso totale di 4,8 tonnellate.
Furono prodotti soltanto 4 o 5 esemplari nel 1930, cui venne data la denominazione sperimentale progressiva da A4E2 ad A4E5: non è comunque chiaro se il Carden-Loyd VIII fosse il nome originale dell'A4E2 oppure se si trattasse di un quinto veicolo. La maggior parte venne adoperata in prove di velocità oppure per testare nuove impostazioni: ad esempio l'A4E2 venne fornito di una postazione di fuoco scoperta dove trovavano posto due mitragliatrici antiaeree da 12,7 mm, mentre l'A4E4 ebbe le sospensioni cambiate con il tipo Horstmann.

#### Light tank Mark IA
Ulteriore sviluppo del Mark I di cui manteneva stesse dimensioni e uguale peso, se ne scostava a causa di una più larga torretta e una sovrastruttura più alta con piastre inclinate con tre feritoie per il pilota. I cinque esemplari costruiti sempre su telaio furono indicati con il medesimo sistema, partendo dalla sigla A4E6 fino alla A4E10. Quattro carri ritenevano la meccanica originale con carrelli e balestre, ma l'A4E8 venne modificato sostituendole con le sospensioni Horstmann: si trattava di una molla elicoidale vincolata a due giunti snodati, a loro volta parte integrante di un carrello composto da due parti oscillanti attorno allo stesso perno. Tale sistema rendeva più agevole la marcia a medie velocità su terreni non troppo accidentati; in caso contrario, o se il carro veniva lanciato al massimo delle sue possibilità, le sospensioni Horstmann producevano un beccheggio talora incontrollabile: nonostante tali difetti si continuò ad usarle.
Come il predecessore, anche il Mark IA venne utilizzato esclusivamente come mezzo sperimentale: l'A4E10 venne armato con una Vickers da 12,7 mm posizionata sopra l'originale mitragliatrice, un esemplare fu equipaggiato con un motore Ricardo da 65 hp e un altro ancora servì per testare un treno di rotolamento senza ruota di rinvio. Nel 1931 quattro veicoli furono inviati in India per condurre prove in ambiente tropicale, dove furono dotati di cupole quadrate non rotanti da parte della Base Workshop di Chaklala.; tra i numerosi materiali studiati per isolare il carro dalle alte temperature fu selezionato l'amianto.

### Light tank Mark II

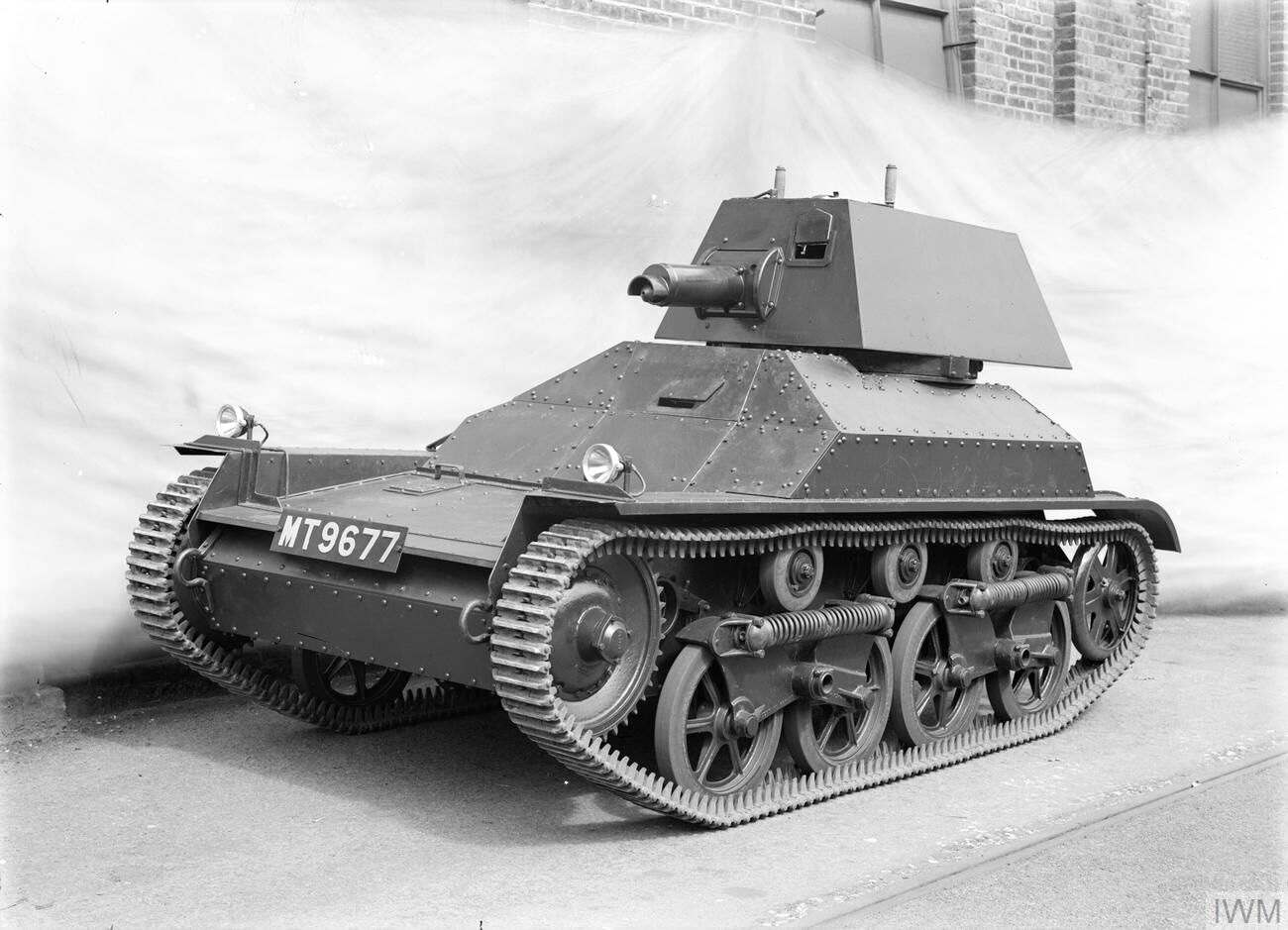
Il Mark II con sospensioni Horstmann

Il secondo carro armato leggero britannico adottò lo stesso telaio del Mark IA cui furono apportate aggiunte e migliorie. Lungo 3,58 metri, largo 1,84 e alto circa 2 metri, fu tra i primi veicoli a utilizzare la corazza "cemented", che garantiva una maggiore resistenza a parità di spessore: il valore massimo fu perciò portato a 10 mm, facendo calare il peso a 4,25 tonnellate. Il treno di rotolamento, rimasto inalterato, era stato dotato di cingoli larghi 240 mm con doppia guida a dente centrale.
L'apparato motore era invece stato sostituito con un Rolls-Royce a 6 cilindri in linea erogante 66 hp a 2.000 giri al minuto, che permetteva di raggiungere una velocità massima di 48,3 km/h su strada, 32 km/h su terreni sconnessi e un'autonomia su strada di 210 chilometri circa; il cambio fu perfezionato con un preselettore Wilson. Peculiarità del Mark II era l'albero di trasmissione, che muoveva un albero trasversale collegato mediante una frizione a ciascuna ruota motrice: in questo modo era possibile per il pilota bloccare uno dei cingoli senza adoperare le classiche leve manuali. L'intero apparato locomotore fu sistemato sul lato destro dello scafo, ricavando nella parte sinistra la postazione del pilota.
La torretta No. 1 Mark I, un poco decentrata a sinistra, aveva forma rettangolare con fianchi inclinati ed era abbastanza spaziosa da contenere nel retro una radio wireless No. 1; sul tetto era stato ricavato un portello scorrevole. La mitragliatrice Vickers, il cui alzo copriva un arco da -11° a +37°, ebbe un mantelletto da 10 mm e un'impugnatura a pistola, oltre a un copioso munizionamento di 4.000 cartucce. Venne inoltre aggiunto un cilindro che raccoglieva i bossoli dell'arma, convogliandoli in un contenitore sul lato anteriore della torretta. In seguito le torrette furono cambiate con il tipo No. 1 Mark II fornite ai lati di prese d'aria a persiana protette da diaframmi antiproiettile, nonché dotate di un più ergonomico portello a due ante.
Il Mark II possedeva notevoli capacità di guado, potendo superare anche 0,75 metri d'acqua grazie alla luce libera di 26 cm, e padroneggiava pendenze non superiori ai 45°.
Tre prototipi vennero completati nel 1931, denominati rispettivamente A4E13, A4E14 e A14E15: due di questi, utilizzati in prove di mobilità anfibia, godettero di una costruzione particolarmente attenta proprio per evitare inflitrazioni d'acqua. La fabbricazione seriale si svolse lo stesso anno totalizzando 16 esemplari, dei quali 12 costruiti dalla Vickers e i rimanenti dalla Royal Ordnance Factory con sede a Woolwich. Alcuni di questi furono spediti in India con un più potente motore Meadows EPT a 6 cilindri da 85 hp, una scatola del cambio non sincronizzata e la stessa cupola fornita ai Mark IA.

#### Light tank Mark IIA e IIB
Varianti identiche al Mark II per dimensioni, dotazioni offensivo-difensive e meccanica. La Mark IIA aveva il motore servito da due serbatoi corazzati, uno installato sul retro dello scafo e l'altro posto sul copricingolo destro; fu adottata una torretta No. 1 Mark II, con le prese d'aria su ogni lato. La versione B presentava un singolo serbatoio sul lato destro: per il resto era uguale al modello A. La produzione iniziò ed ebbe termine durante il 1931: presso la ROF di Woolwich furono costruiti due prototipi del Mark IIA denominati A4E16 e A4E18, poi fu realizzata una serie di altre 27 unità. Il Mark IIB fu fabbricato dalla Vickers-Armstrongs dapprima come mezzo sperimentale designato A4E17, poi ne furono prodotti 20 esemplari.

### Light tank Mark III

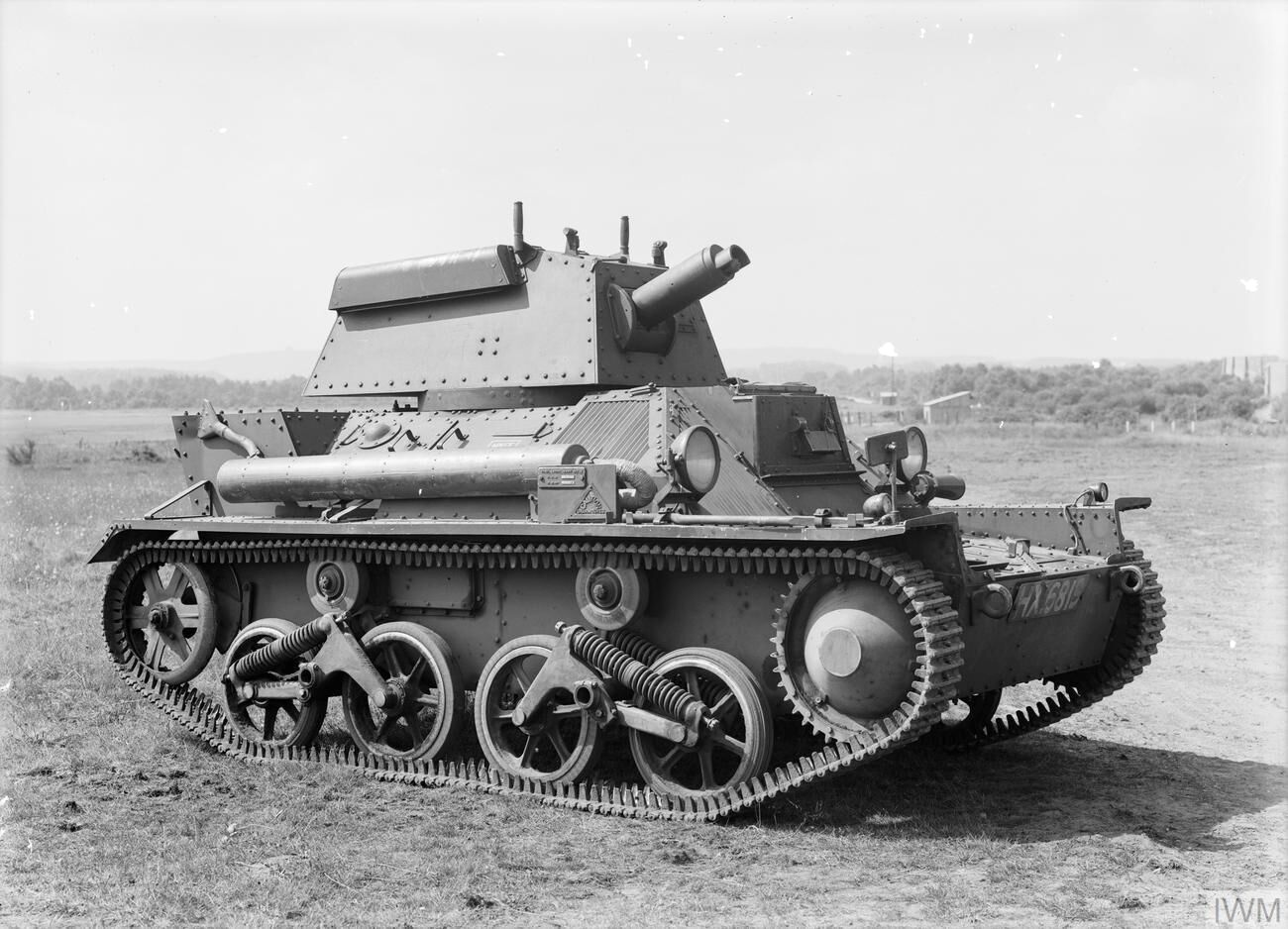
Il carro armato leggero Mark III con motore Rolls-Royce

Il Mark IIA continuò a essere analizzato e nel 1932 ne fu estrapolata una nuova versione: misurava 3,50 metri in lunghezza e 1,99 in larghezza, era alto circa 2,10 metri e pesava 4,5 tonnellate. A differenza del predecessore aveva la sovrastruttura allungata sul vano posteriore; la torretta fu ancora una volta rimpiazzata dai due modelli No. 2 Mark I e No. 2 Mark II (più strette per conferire migliore stabilità), le cui prese d'aria erano state riposizionate sulla parte superiore delle fiancate; la seconda disponeva anche di un collettore utile a ottimizzare il raffreddamento ad acqua della mitragliatrice. La meccanica fu irrobustita per eliminare la fastidiosa tendenza al beccheggio del carro quando viaggiava ad alte velocità: ogni carrello snodabile fu dotato di due molle inclinate, una sul lato esterno e una sul lato interno, che agivano di concerto la prima assorbendo gli urti e la seconda impedendo il rimbalzo; i rulli superiori furono ridotti a due. La modifica si rivelò funzionale, tanto che una percentuale di Mark IIA e IIB fu convertita in questo senso.
La fabbricazione avvenne tra il 1932 e il 1933 arrivando a un totale di 42 esemplari, ma un'altra fonte afferma che iniziò solo nel 1934 totalizzandone 36. Alcuni veicoli scambiarono gli originali Rolls-Royce, dal voluminoso silenziatore lungo quasi la metà dei parafanghi dei cingoli e scarico a "coda di pesce", con dei Meadows dotati di silenziatore più corto e scarico diritto. I Mark III registrarono le stesse prestazioni del Mark II standard, tranne per il guado diminuito a 68 centimetri e l'autonomia pari a circa 240 chilometri.

### Light tank Mark IV
Nel 1933 la Vickers sviluppò due blindati leggeri ipotizzati per l'esclusivo uso in colonia d'India, indicati con le formule generiche Light tank 1933 India Pattern No. 1 e No. 2: entrambi poggiavano su 4 ruote con sospensioni tipo Horstmann ma non avevano la ruota di rinvio. Il primo prototipo A4E19, con designazione supplementare L2E1, presentava un semplice scafo più corto di 61 centimetri e più largo di 20 centimetri rispetto al Mark III; la corazza spessa al massimo 7 mm aveva un numero ridotto di piastre a prova di proiettile per mantenere bassi sia i costi sia il peso (3,4 tonnellate). L'apparato motore Meadows EST a 6 cilindri da circa 90 hp montato sulla destra era capace di spingerlo oltre i 60 km/h. Il secondo modello guida A4E20, con designazione supplementare L2E2, si scostava dal gemello per la torretta ridisegnata e le corazze incrementate a 11 mm, portando il peso complessivo a 3,9 tonnellate.
Lo Stato Maggiore continuò i suoi studi sulla falsariga di questi due mezzi sperimentali invece di rimaneggiare il Mark III; come risultato nacque il carro leggero Mark IV lungo 3,50 metri, largo 2,04 e alto 2,13 metri. La principale innovazione apportata riguardò il metodo costruttivo, perché si rinunciò a usare un telaio prefabbricato su cui inchiavardare corazza e attrezzature, impiegando lo stesso scafo corazzato come sostegno: fu possibile ottenere una struttura generale più leggera, resistente e omogenea. La torretta, spostata verso il fondo dello scafo, aveva speciali blocchi sagomati a "L" che le impedivano di uscire dall'anello di rotolamento equipaggiato con 9 cuscinetti a sfera; sul pavimento venne installata la cassetta delle batterie per la radio. È interessante notare che ogni giro del volantino di brandeggio, pari a 5°, doveva essere preceduto e seguito dal disinserimento di un freno.

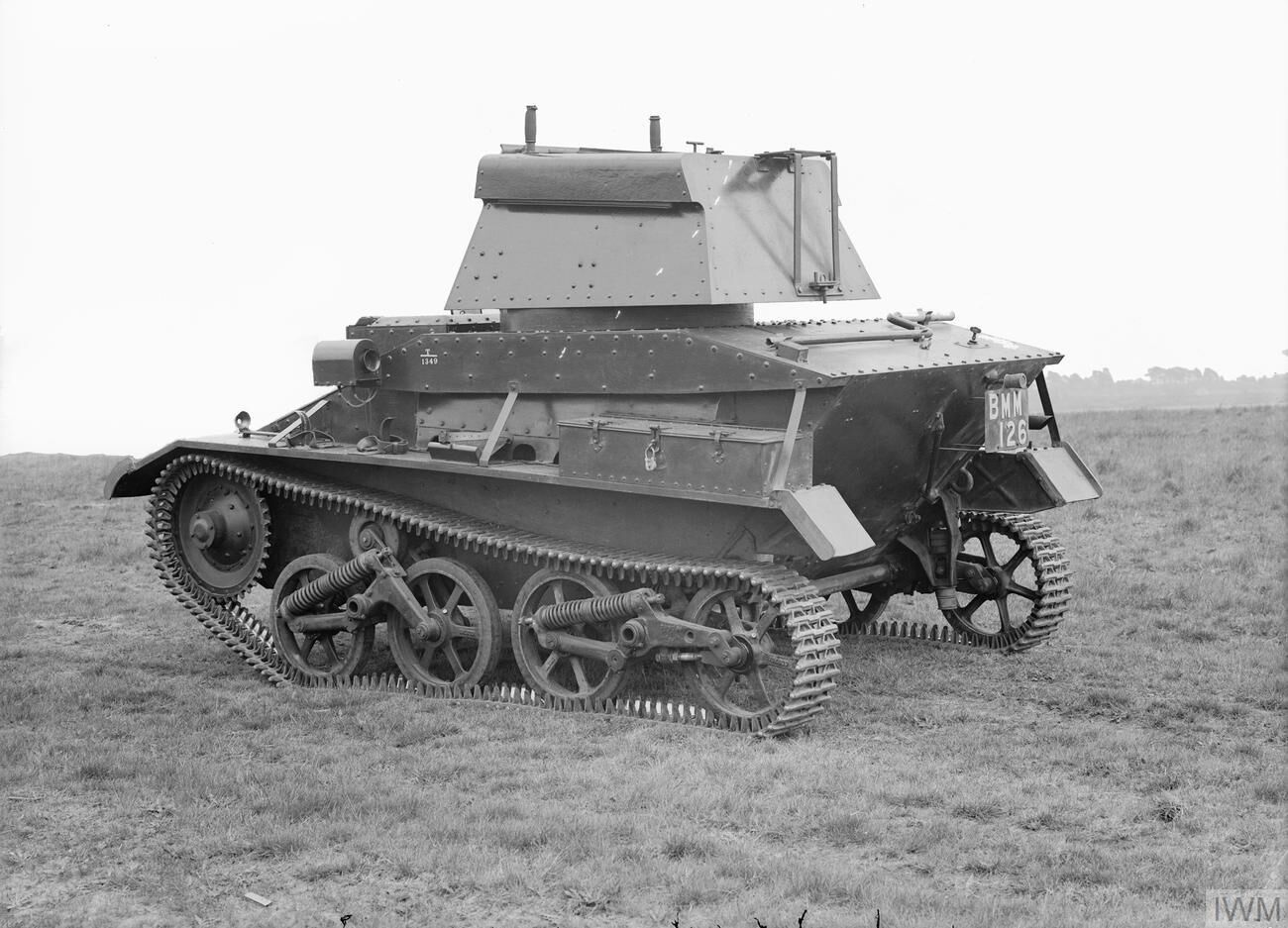
Visione laterale-posteriore di un Mark IV

Le protezioni erano state un poco aumentate a un massimo di 12 mm e l'armamento non venne aumentato o potenziato. Non fu sostituito il motore, un Meadows EST a 6 cilindri in linea erogante 88 hp a 2.800 giri al minuto: questo eccellente apparato alimentato a gasolio permise di raggiungere la ragguardevole velocità di 56 km/h su strada (45 km/h su terra) al prezzo di una autonomia un po' meno ampia di 200 chilometri; le capacità di guado scesero a poco più di 60 centimetri. Il treno fu mantenuto intatto trasferendo la funzione di tensionamento cingoli all'ultima ruota portante, con un singolo rullo tendicingolo anteriore: in realtà questa impostazione fu poco efficace, perché la marcia ne risentì negativamente. Nel complesso il nuovo Mark IV pesava 4,3 tonnellate (4,6 tonnellate secondo altre fonti).
Furono costruiti soltanto 34 esemplari durante il 1934, perché se il mezzo era assai promettente per certi aspetti è pur vero che mise in luce tutta una serie di deficienze: l'armamento era quantomeno limitato, la torretta monoposto oberava di svariati compiti il capocarro, la mancanza della ruota di rinvio peggiorava i viaggi fuoristrada, il baricentro era troppo alto rendendo il Mark IV instabile. Tutte queste ragioni indussero l'esercito a richiedere un altro blindato leggero per porre rimedio.

### Light tank Mark V
Gli svantaggi insiti in equipaggi composti da due soli uomini, rilevati nei carri leggeri consegnati, avevano indotto la Vickers già nel 1933 alla progettazione di due prototipi con torretta biposto: denominati Vickers 3 men light tank, cui venne data la designazione in numeri sperimentali L3E1 e L3E2, erano entrambi formati da piastre di acciaio dolce, presentavano una larga torretta caratterizzata da un'alta cupola, simile a quella montata sui carri medi ed erano spinti dall'affidabile Meadows EST a 6 cilindri. Ognuno pesava 4,4 tonnellate.
Nel 1935 i due veicoli vennero utilizzati come base per risolvere le manchevolezze del Mark IV, proposito che si concretizzò nel Mark V: lungo 3,68 metri, largo 2,08 e alto 2,20 metri, fu il primo carro leggero con equipaggio di 3 uomini a entrare in servizio nel British Army. Comandante e mitragliere sedevano in una larga torretta di forma trapezoidale, fornita per la prima volta di una cupola mobile; l'anello di corsa contava ben 213 cuscinetti e i blocchi a "L" erano stati sostituiti con sei chiodi a gancio: il volantino di brandeggio ruotava la torretta di 3° a ogni giro completo. Il più ampio basamento della torretta permise di stoccarvi le batterie radio, munizioni e il sostegno del sedile usato dal mitragliere. Meccanica e apparato motore non subirono modifiche ma l'armamento venne invece incrementato con l'aggiunta di una mitragliatrice pesante Vickers da 12,7 mm: all'epoca era in grado di perforare le corazze di qualsiasi carro leggero in Europa, regalando un discreto vantaggio tattico al Mark V. Le due armi, ognuna con proprio alzo graduato e tacca di mira, erano brandeggiate manualmente dal mitragliere chiamato anche ad adoperare la radio dietro di lui; il comandante poteva quindi concentrarsi maggiormente sulla sua mansione. Il pilota, unico occupante dello scafo, ebbe un portello di minori dimensioni.
Il carro si mise positivamente in luce anche per la compartimentazione interna; sebbene la posizione della radio non fosse delle migliori, l'abitabilità era buona e le munizioni trasportabili erano circa 3.000, delle quali oltre due terzi erano cartucce da 7,7 mm. Il Mark V ebbe il numero identificativo A5 a evidenziare come i comandi dell'esercito lo avessero ritenuto un decisivo passo in avanti.
La Vickers completò una preserie di 12 unità seguita da un solo lotto di 22 esemplari durante il 1935; l'anno successivo 10 vennero acquistati dall'Australia.

## Impiego operativo
Questa lunga serie di veicoli era stata concepita per ricoprire compiti di polizia e sicurezza pubblica nelle colonie, segnatamente in India, dove certo non sarebbero serviti imponenti mezzi corazzati. Il carro leggero era infatti un mezzo economico, di facile trasporto, e i cingoli sui quali viaggiava rappresentavano un non trascurabile vantaggio sulle pur affidabili autoblindo, i cui pneumatici non sempre erano in grado di portarle ovunque. Bisogna inoltre considerare che il periodo di nascita, progresso e sviluppo era iniziato appena più tardi del crollo finanziario del 1929: il Regno Unito ritenne di dover continuare la ricerca militare sebbene con capitali ridotti, preferendo orientarli su tankette o veicoli leggeri piuttosto che elaborare altri giganti in acciaio. Intervenne infine la dottrina bellica dei mezzi corazzati, da poco concepita: i comandanti dei Royal Tank Corps pensavano infatti, nel 1930, che battaglie tra carri armati sarebbero state molto improbabili poiché i pericoli maggiori provenivano dai pezzi dell'artiglieria controcarri; al massimo era previsto qualche saltuario scontro tra blindati leggeri. Il Mark I venne costruito secondo tali criteri di ordine economico-militare, e l'intera famiglia basata su di esso fu, di conseguenza, sempre affetta da carenze in fatto di reale efficienza bellica.
I Mark IIA e IIB vennero nella maggioranza inviati in India: risolti alcuni problemi dovuti all'umidità del clima, si distinsero nella soppressione di piccole ribellioni o nel ricondurre sotto controllo britannico le tribù più riottose. Entro il 1941 quasi tutti furono trasportati in Africa orientale dove si stava svolgendo la campagna contro i possedimenti coloniali italiani; i carri operarono con discreto successo sia per le tattiche imperniate sui loro vantaggi (velocità e buona mobilità su terreni rotti), sia perché gli italiani erano quasi completamente sprovvisti di appoggio corazzato e cannoni efficienti.
I Mark III, entrati in servizio nel 1933, equipaggiarono il 6º Battaglione del Royal Tank Corps stanziato in Egitto. Gli esemplari sopravvissuti al riarso ambiente desertico parteciparono alle prime operazioni in Africa nel 1940, ma i limitati parametri difensivi e offensivi resero il loro apporto praticamente inutile. Sembra inoltre che qualche carro fu trasferito nei ranghi del South African Army che li adoperò nell'avanzata nel Corno d'Africa tra il 1940 e il 1941.
I Mark IV rimasero per lo più nelle scuole d'addestramento e pochi vennero consegnati alle unità in linea prima dello scoppio della seconda guerra mondiale; non si conoscono i dettagli operativi. Nel 1936 i 12 prototipi del Mark V entrarono nel 1º Battaglione carri leggeri: nel reparto fu inoltre integrato un gruppo di meccanici della Vickers che accompagnò gli equipaggi durante i test, in modo da indicare con precisione alla ditta dove intervenire. L'esperimento funzionò ma tale esperienza fu raramente riproposta in seguito. Dopo ciò alcuni Mark V combatterono durante la campagna di Francia nella primavera 1940, rivelandosi assai inadeguati in battaglia.

## Varianti
La Vickers si ispirò al Mark III e IV per creare una serie di carri armati leggeri specificatamente destinati al mercato estero. I modelli sviluppati misuravano tutti dimensioni contenute (lunghi circa 3,60 metri, larghi 1,92 e alti poco più di 2 metri per un peso di 4,25 oppure 3,8 tonnellate), erano adatti a un equipaggio di due persone e avevano la meccanica del Mark III accoppiata però al motore Meadows EST. Il "Model 1933" fu venduto a Finlandia, Lituania e Lettonia; il "Model 1934" fu comprato da Argentina, Svizzera e Belgio, il quale li denominò T-15 e armò con mitragliatrici Hotchkiss Mle 1930 da 13,2 mm. Il "Model 1936" fu acquistato dalla Cina nazionalista e dal Regno dei Paesi Bassi, così come dalle Indie Orientali Olandesi: nel 1939 però, allo scoppio del conflitto, il War Office requisì i 40 veicoli neerlandesi e li destinò all'addestramento delle truppe: il soprannome Dutchmen ("olandesi" in inglese) fu affibbiato da queste ai carri.
Il "Model 1937", infine, fu dotato di una torretta più grande in grado di ospitare un cannone Ordnance da 40 mm britannico oppure un Oerlikon da 20 mm, ma non si hanno informazioni se siano stati comprati.

## Derivati
Esclusa la variante antiaerea ricavata dal Mark V, installando un complesso quadrinato di mitragliatrici da 7,92 mm in una struttura squadrata (senza comunque alcun sistema meccanico di puntamento), i Vickers tankette rimasero un gruppo corazzato a parte. Molto più importante invece fu l'estremo tentativo di rendere simili macchine poco armate un valido veicolo: nel 1936 infatti entrò in servizio il Mark VI, molto simile al predecessore esteriormente ma con un apparato radio assai più potente, un timido aumento delle protezioni (15 mm massimi) e una migliore tenuta di strada grazie al peso aumentato a 4,8 tonnellate. Venne fabbricato in tre varianti principali per un totale di oltre 1.600 esemplari, ma le gravissime perdite subite in Francia resero palese l'inutilità dei carri leggeri.